# Club Deportivo Boiro
El Club Deportivo Boiro és un club de futbol gallec del municipi de Boiro, a la província de la Corunya. Actualment juga a la Segona divisió B.
Té equips en totes les categories inferiors des de prebenjamins a juvenils i dos equips en categoria absoluta: femení i masculí.

## Història
El Boiro es va fundar el 1966 i el seu primer president fou Manuel Barcala. La temporada 1979–80 aconsegueix el primer ascens a Tercera divisió, categoria que no va aconseguir mantenir la temporada següent. Després de tres anys a Preferent, aconsegueix novament l'ascens, mantenint-se a Tercera durant set temporades.
Després de baixar a Preferent la temporada 1990/91, baixa a Primera Autonòmica dos anys més tard, categoria que no aconsegueix abandonar fins cinc anys més tard. Des de 1998 torna a jugar a Preferent, on jugarà fins a la temporada 2012/13 quan es proclama campió i torna a Tercera divisió després de 22 anys d'absència.
La temporada 2013/14 acaba tercer, la seva millor posició històrica, i juga el play-off d'ascens a Segona B però perd en primera ronda contra el Náxara CD, que guanya 2-1 a Nájera i 0-1 a Boiro. Dos anys més tard, l'any 2016 es proclama campió de Tercera i juga una nova eliminatòria d'ascens. En aquesta ocasió guanya al Caudal Deportivo per un global de 2-1 (2-0 a Boiro i 1-0 a Mieres), pujant a Segona B per primer cop en la seva història.

## Estadi
El CD Boiro juga els seus partits com a local a l'Estadi Municipal de Barraña, amb capacitat per 2.000 espectadors.

## Equipació
- Equipació principal: Samarreta blanca amb detalls negres, pantaló blanc i mitges blanques.

## Dades del club
- Temporades a Primera: 0
- Temporades a Segona: 0
- Temporades a Segona B: 1 (comptant la 2016-17)
- Temporades a Tercera Divisió: 11

### Palmarès
- Campió de Tercera Divisió: 2015-16